# La Concepción Ejido
La Concepción Ejido är en ort och ejido i Mexiko, tillhörande kommunen Aculco i den nordvästra delen av delstaten Mexiko, i den centrala delen av landet. Orten hade 560 invånare vid folkräkningen 2010.